# Бирон, Карл Карлович
Карл Карлович Бирон (нем. Karl von Biron (Bühren); 14 мая 1684 — 24 января 1746) — московский градоначальник, московский генерал-губернатор (3 марта 1740 — ноябрь 1740), старший брат Эрнеста-Иоганна Бирона.

## Биография
Родился 14 мая 1684 года в небогатой дворянской семье, в имении Каленцеем, в герцогстве Курляндском (ныне село Тирели в Латвии).
В царствование Петра Великого вступил в русскую службу, имел случай отличиться и был произведён в офицеры. Во время Северной войны в одной из схваток со шведами попал в плен, но сумел бежать. После побега отправился в участвовавшую в той же войне соседнюю Польшу и сделался офицером уже польской армии.
В 1705 году присутствовал в главной квартире в Гродно, — в свите короля польского, и был назначен им в царскую службу.
В год избрания императрицы Анны Иоанновны Карл Бирон, уже подполковник польской армии, был вызван своим вдруг возвысившимся младшим братом-фаворитом в Россию и сразу же произведён в генерал-майоры (19 ноября 1730 года).
Через год был определён состоять «при команде в Лифляндии», — у губернатора Ласси, — и в 1733 году принял участие в его походе против Лещинского.
За участие в крымских походах (1735—1739) и обнаруженную в них храбрость пожалован сначала в генерал-лейтенанты (22 января 1737 года), а через два года в генерал-аншефы (5 сентября 1739 года).
Получив чин генерал-аншефа, — из-за трений с фельдмаршалом Минихом, возникших во время крымского похода, — Карл Бирон подал в отставку, сославшись на здоровье. Однако довольно скоро, по протекции брата-герцога, вновь определён на службу — генерал-губернатором в Москву.
В день празднования Белградского мира (14 февраля 1740 года) Карл Бирон был отмечен особой монаршей милостью, получив портрет императрицы и шпагу, осыпанные бриллиантами.
В ноябре 1740 года во время государственного переворота, совершённого «злейшим врагом» семьи Биронов фельдмаршалом Минихом в пользу Анны Леопольдовны, Карл Бирон, как и его братья, был схвачен и отправлен под караулом в Ригу. Там он был заключён под стражу в крепости и, после дознания, через несколько месяцев отправлен в ссылку — в Среднеколымск (июнь 1741 года).
Новый государственный переворот, теперь уже в пользу Елизаветы Петровны, застал его в пути (ноябрь—декабрь 1741 года). Елизавета не испытывала к врагам своего врага (то есть Миниха) сильной вражды и благодаря хлопотавшему о них Лестоку, своему личному врачу, отменила прежние распоряжения об участи Карла и Густава Биронов, назначив новым местом ссылки менее суровый и не столь удалённый Ярославль; 18 октября 1742 года специальным указом императрицы предписывалось также возвращение Карлу Бирону «пожитков и всякой посуды и прочего», изъятых при аресте. Ещё через два года, в 1744 году, шестидесятилетний опальный генерал-губернатор Москвы, заслуженный ветеран трёх войн за империю, вся вина которого заключалась в родстве с фаворитом предыдущей императрицы, получил всемилостивейшее дозволение переехать домой, в своё лифляндское имение; там, в недолгое время, он и скончался — 24 января 1746 года.
По словам фельдмаршала Миниха, под началом которого служил генерал Карл Бирон, последний был «ревностен и исправен по службе, храбр и хладнокровен в деле»; вместе с тем, современники упрекали Карла Бирона за жестокость и надменность, видя в нём «гордого азиатского султана» со всеми его «варварскими странностями».